# Familles ouvrières à Montréal : Âge, genre et survie quotidienne pendant la phase d'industrialisation
 (avril 2020).
Familles ouvrières à Montréal : Âge, genre et survie quotidienne pendant la phase d'industrialisation est une monographie historique de l’historienne Bettina Bradbury (en) traitant des conditions de vie des familles ouvrières de Montréal à l’époque industrielle à travers leurs activités quotidiennes, leurs modes d’adaptation et leurs conditions économiques. Originellement publié en anglais en 1993, l’ouvrage a fait l’objet d’une traduction française de la part de Christiane Teasdale, deux ans plus tard.
Bettina Bradbury est une historienne spécialiste de l’histoire de la famille, professeure émérite à l'Université York et membre de la Société royale du Canada. Elle a reçu de nombreux prix et distinctions, notamment le prix Lionel-Groulx en 2012 et la médaille François-Xavier Garneau. Son ouvrage, s’inscrivant dans un contexte historiographique tumultueux, parsemé de contestations et de remises en question méthodologiques, fit très rapidement l’objet de nombreux éloges du milieu universitaire. La précision de la recherche, l’aspect innovateur de la méthode et la qualité des conclusions apportées font de ce livre une pièce fondamentale de l’histoire sociale du Québec et ce, encore aujourd’hui.

## Contexte historiographique
Depuis ses balbutiements à l'époque de Lionel Groulx et de l’École de Montréal, l’histoire sociale, à travers ses enjeux, objets d’étude et méthodologies, a enthousiasmé beaucoup d’historiens et suscité de nombreux débats. À l’aube de la Révolution tranquille et avec comme figures de proue des historiens tels Michel Brunet, Jean Hamelin et Fernand Ouellet, elle prit une place dominante au sein de l’historiographie québécoise. Recentrant l'analyse sur les acteurs sociaux, les rapports de classe et l’économie, l’histoire sociale ne constitue cependant pas une pratique historienne homogène et comporte quelques branches aux méthodologies et paradigmes distincts. À partir des années 70, des historiens tels Paul-André Linteau, Jacques Rouillard, Jean-Pierre Wallot et René Durocher façonnèrent une approche positiviste de la modernité québécoise, cherchant entre autres à « normaliser » l’histoire économique de la société québécoise en insistant sur les capacités d’adaptation des acteurs individuels et collectifs. Face à cette méthodologie dominante, une autre tendance, plus marginale, vit le jour. Cette approche, sans complètement couper les ponts, dépouillait cette dernière de son contenu systématiquement positiviste et s’inspirait d’un paradigme nettement plus critique, à saveur marxiste, mais aussi féministe. À ce sujet, les travaux de Louise Dechêne, Normand Séguin, Jean-Marie Fecteau ainsi que du Groupe d’histoire de Montréal ont développé cette approche et à la distinguer de celle susmentionnée. Par ailleurs, c’est ici que Bettina Bradbury intervient, notamment avec le livre ci-concerné. Parallèlement aux études d’Andrée Lévesque, Bradbury a contribué à intégrer à l’approche une perspective féministe davantage critique, en relevant « les effets pervers de la modernité sur les rapports de genre, au sein de la famille comme dans l’espace public. ».
Si, tel qu’évoqué plus haut, elle contribua certes à la féminisation d’une histoire sociale redéfinie, cette pratique ne s’éloignait que très peu de son penchant positiviste, et était déjà relativement bien établie lors de la parution de son livre, en 1993. De plus, les années 1980-1990 furent le théâtre de critiques face à la tendance moderniste de l’histoire sociale qui, selon certains comme Gérard Bouchard, avait globalement rempli ses objectifs, ou selon d’autres comme Serge Gagnon et Ronald Rudin, délaissait trop les valeurs traditionnelles et spirituelles canadiennes-françaises, essentielles à l’histoire québécoise. D’autres comme Jean-Marie Fecteau insistent sur la nécessité d’une histoire plus engagée, moins bornée à la neutralité empirique. Ainsi, en pleine « crise du paradigme moderniste », Bradbury ne s’intègre que faiblement dans le débat, et, outre l’aspect féministe, ne contribue pas vraiment à l’évolution de ce dernier.
Il serait toutefois bien négligent de ne s’en tenir qu’à la simple histoire sociale, qui, à elle seule, incorpore de nombreuses branches thématiques. En outre, l’ouvrage de Bradbury s’inscrit parfaitement dans les tendances générales de l’histoire urbaine des années 90. À cette époque, les principaux cadres de recherche en histoire urbaine au Québec concernaient majoritairement les années 1850 à 1950 ainsi que la ville de Montréal. La seconde moitié du XIXe siècle était particulièrement privilégiée par les historiens urbains, car elle était considérée comme le siège d’importantes transformations politiques, économiques et sociales causées par l’industrialisation. En jumelant histoire sociale et histoire urbaine, Bradbury s’inscrit dans un réseau d’historiens socio-urbains déjà bien implanté notamment Peter Gossage, Michèle Dagenais, Jean-Pierre Collin et Marcel Bellavance.  En effet, ces deux courants entretiennent des liens étroits et sont très souvent associés lorsqu’il est question de l’histoire du milieu ouvrier. Par ailleurs, pour plusieurs historiens de la ville, la question de classe sociale est tout autant pertinente et permet « d’expliquer les différences des pratiques urbaines et des modes de vie, que ce soit les habitudes alimentaires ou les choix en matière de logement. ». Adhérant pleinement à cette tendance historiographique, Bradbury propose, à travers l’étude des familles ouvrières de Montréal à l’ère industrielle, une histoire socio-urbaine qui s'inspire des courants susmentionnés. En somme, l’ouvrage de Bradbury constitua un apport très important pour l’historiographie.

## Plan et structure
L'ouvrage de Bettina Bradbury est composé d'une introduction, d'une section de développement divisée en six chapitres thématiques et d'une conclusion. Présentant le contexte privilégié pour son étude dans le premier chapitre, l'auteure tente de répondre à sa problématique de départ dans les cinq chapitres suivants. Le second chapitre expose la grande diversité des impacts de l’industrialisation sur la vie des familles de Montréal. Le troisième chapitre s'oriente principalement sur les écarts de revenu au sein de la classe ouvrière. En outre, les chapitres quatre et cinq examinent d'une part l'apport des revenus supplémentaires et d'autre part les efforts réalisés pour utiliser pleinement ceux-ci. Enfin, le sixième chapitre présente les contraintes de la survie sans conjoint.

## Description du contenu
Tout au long de son ouvrage, Bettina Bradbury tente d'évaluer comment le processus d'industrialisation et, par le fait même, la nouvelle dépendance salariale, transforment la vie quotidienne et les bases de la subsistance des familles ouvrières montréalaises de la deuxième moitié du XIXe siècle. En s'attaquant à cette structure familiale, l'auteure montre qu'un seul portrait global n'est pas satisfaisant et rappelle la grande complexité de celle-ci. L’étude s’articule autour des quartiers de Saint-Jacques et Sainte-Anne présentant une composition ethnique et socioprofessionnelle assez différente. Si Bradbury dément la perception selon laquelle les familles ouvrières sont de simples victimes impuissantes et totalement soumises au développement du capitalisme industriel, elle présente des groupes exerçant un contrôle limité et extrêmement variable sur leur existence. Ici, l'âge et le sexe des membres d'une maisonnée ne représentent que quelques-unes des composantes qui influencent d'une part leur place dans l’échiquier social et d'autre part leurs perspectives de subsistance. Nonobstant le sujet complexe à l'étude, Bradbury parvient à faire ressortir huit éléments principaux pour répondre à sa problématique de départ.

### Les salaires
À cette époque, les salaires deviennent le principal revenu des familles ouvrières de Montréal. Toutefois, ces revenus sont souvent insuffisants et accusent des écarts importants à travers la masse ouvrière. Quoique ces différences paraissent parfois minimes, elles participent à séparer les ouvriers par groupes: les qualifiés, les métiers affectés par les transformations technologiques et les non qualifiés. Pour ces familles, une disparité de salaire implique des conditions de vie et des stratégies de survivance distinctes. Dès lors, il importe plus souvent aux enfants d'ouvriers non qualifiés de travailler pour ajouter un revenu aux rémunérations totales de la famille, ce qui limite par conséquent leur accès à l'éducation. Cette nécessité de travailler à salaire incombe particulièrement aux femmes et aux enfants de journaliers, de cordonniers, d'ouvriers de la construction et des travailleurs saisonniers. Certes, l'analyse des niveaux de vie des familles ne peut pas uniquement se baser sur la distinction entre les fractions de la classe ouvrière, puisqu'une variété de facteurs particuliers comme le nombre d'enfants, la maladie, le chômage et l'alcoolisme agissent comme d'importants déterminants par rapport aux conditions de vie de ces entités. S'il est possible pour ces groupes d'améliorer leur sort en période de prospérité, tous demeurent extrêmement vulnérables à l'impact d'une mauvaise conjoncture économique.

### La complémentarité du travail
Comme le montre Bradbury dans son ouvrage, l'analyse de la vie ouvrière ne repose pas uniquement sur l'étude des salaires des chefs de famille. Bien au contraire, à l'exception des travailleurs mieux qualifiés, les revenus des hommes sont souvent insuffisants et l'apport monétaire des femmes et des enfants assure la survivance de nombreuses familles. De plus, ces sources d'argent supplémentaires contribuent pleinement à la reproduction de la classe ouvrière. En ce sens, l'auteure prouve qu'en ne bénéficiant d'une seule source de revenus, les femmes, faute d'une alimentation adéquate, n’étaient en mesure de donner naissance à des enfants en santé. La survivance de la maisonnée passe donc inévitablement par une complémentarité du travail de chaque membre de la famille, qu'il soit salarié ou non.

### La division sexuelle
Dans le cadre intéressant Bradbury, une majorité des individus formant la société vit en famille. À cette époque, le rôle d'une personne à l'intérieur du ménage est l'un des déterminants qui influencent le développement et le rythme de son existence, de même que son rapport à l'économie. Bien évidemment, le genre demeure également un facteur important, puisque la division sexuelle du travail se maintient à l'ère de l'industrialisation. Ce faisant, il se forme des marchés du travail distincts basés sur l'âge et le sexe des travailleurs. Dans une ville ayant une structure industrielle diversifiée comme Montréal, l'éventail d'emplois est beaucoup plus grand pour les hommes que pour les femmes. De fait, elles ont davantage de possibilités de travail dans les villes mono-industrielles, particulièrement celle du textile. Bien que cette révolution industrielle puisse amener plus d'opportunités aux femmes en recherche d’un salaire et - théoriquement – d’une indépendance, cette liberté est contrainte par la loi et les revenus extrêmement faibles ne permettent pas la survie. Le genre continue donc d'être un important déterminant, et ce, même pour la main-d’œuvre infantile, comme les taux de participation à la force de travail sont beaucoup plus élevés chez les garçons que chez les filles.

### Le travail infantile
De toute évidence, la croissance industrielle de la deuxième moitié du XIXe siècle contribue grandement à l'augmentation du travail des enfants: « Chez les familles ouvrières ayant des enfants de plus de 11 ans, le nombre moyen d'enfants vivant avec leurs parents et déclarant un emploi s'élève en 1881 à plus du double de ce qu'il était en 1861. Le nombre moyen de travailleurs par famille s'accroît en proportion, passant de 1,33 à 1,55 ». Même après l'adoption de la loi de 1885 réglementant le travail des mineurs, des jeunes de 11 ou 12 ans se retrouvent dans les manufactures et les établissements commerciaux. Tout de même, Montréal n'atteint jamais des niveaux comparables à ceux des grandes villes textiles de l'Angleterre ou de la Nouvelle-Angleterre, où le travail des enfants est très commun. Pour les familles, la contribution salariale des enfants s'avère toujours utile et permet d'améliorer le niveau de vie ou de simplement survivre. Il est donc plus fréquent pour ces derniers de demeurer au domicile familial jusqu'au début de l'âge adulte, une réalité qui commence cependant à changer dès 1891.

### Le travail des femmes mariées à l’extérieur de l’économie
Au XIXe siècle, les femmes mariées de la classe ouvrière ne représentent pas les principales salariées secondaires des familles. Elles s'occupent du foyer à temps plein et doivent transformer les salaires en moyens de survie: « Transformer en logis, en nourriture, en vêtements les salaires d'autrui dans une tâche autrement rude qu'aujourd'hui, qui exigeait beaucoup de temps et de force physique. Ce travail commençait le matin avant même le départ des salariés et se poursuivait bien après leur retour le soir ». Pour faciliter la survie de leur famille, ces femmes doivent faire preuve d'ingéniosité. Certaines femmes tentent d'élever des animaux comestibles comme des cochons, des volailles ou même des vaches, tandis que d'autres misent sur le jardin potager pour compléter leur alimentation et possiblement vendre les surplus aux marchés. De surcroît, une autre possibilité disponible pour ces ménages est de prendre un pensionnaire ou de partager l'espace résidentiel. 

### Le travail au foyer
Si une nouvelle machinerie et de nouvelles ressources sont introduites durant cette période et transforment de nombreux lieux de travail de Montréal, les femmes de la classe ouvrière évoluent dans un endroit presque immuable. À l'exception des travailleurs qualifiés, le foyer familial demeure un environnement propice à la propagation de maladies. Funeste pour les bébés, il est parfois plus dangereux pour les femmes que les lieux industriels. Pour une majorité de femmes, il est nécessaire d'être secondée à la maison en raison du lourd fardeau domestique combiné à la fréquence des maladies et des grossesses. Dès lors, il est logique pour une mère de retirer sa fille de l'école ou de son emploi pour bénéficier de son aide au foyer, initiant des modèles d'apprentissage différents selon le sexe de l'enfant. Pour ces femmes, l'avènement de l'eau courante, de l'électricité et l'apparition d'appareils ménagers facilitent progressivement le travail qui demande de moins en moins de production de biens de consommation et de vente. Au XIXe siècle, du moins, le travail des femmes au foyer ne peut être encore avantageusement remplacé par une source de revenus secondaire. 

### L’inégalité des rôles
Néanmoins, cette complémentarité des emplois cache une distribution très inégale des droits et des pouvoirs au sein de la famille ouvrière. À cette époque, la dépendance salariale impose aux femmes de se soumettre à leur du père ou à leur mari. De plus, le mariage emprisonne celles-ci dans une incapacité légale: elles n'ont pas le droit d'administrer leurs salaires, leurs biens et de se présenter au tribunal sans consentement du mari. Malgré cette relation d'infériorité renforcée par le Code civil, « le mariage était probablement plus avantageux que le célibat sur le plan émotionnel, sexuel et matériel ». Par ailleurs, ce statut inégal apparaît des plus évidents lorsque le mari ne peut subvenir aux besoins du ménage, abandonne ce dernier ou meurt. Si elles ont de jeunes enfants à charge, les mères ne peuvent prendre qu'un emploi souvent précaire pour subvenir aux besoins de leur famille. En dernier recours, le placement temporaire d'enfants dans des orphelinats s'avère une stratégie de survie. À l'inverse, les hommes réussissent à remplacer les services de la mère en comptant sur une fille assez âgée pour réaliser les tâches domestiques. Sinon, le remariage demeure une option envisageable puisque les veufs sont beaucoup plus susceptibles de se remarier que les veuves. 
Si le tableau peut sembler plutôt macabre, Bradbury rappelle qu'au cours de la deuxième moitié du XIXe siècle à Montréal, la vie ouvrière n'est pas uniquement dominée par la pauvreté et la misère. Vivant des changements semblables aux autres villes en phase d'industrialisation, la plupart des familles parviennent à survivre par rapport aux défis de la croissance industrielle grâce à une mise en commun efficace des revenus et à une bonne ingéniosité. Enfin, en étudiant l’impact de l’industrialisation sur les quartiers Saint-Jacques et Sainte-Anne, l’auteure illustre l’action homogénéisatrice du salariat. Il semble que l’appartenance à une même classe sociale influence davantage les conduites familiales que les traditions culturelles ou religieuses. Tandis que les écarts entre les fractions ouvrières se creusent, les différences ethniques s’amenuisent.

## Réception critique et universitaire
L’accueil universitaire de l’étude de Bradbury est de manière générale plutôt louangeur, pour l’original, publié en 1993, que pour la traduction française, publiée deux ans plus tard. Très tôt considéré par plusieurs comme une œuvre de premier plan, Familles ouvrières à Montréal: Âge, genre et survie quotidienne pendant la phase d'industrialisation fit rapidement l’objet de comptes rendus aux tons globalement admiratifs. Par exemple, la sociologue Marie-Thérèse Lacourse applaudit la perspective multilatérale et la méthodologie de Bradbury. Notant au passage que cette dernière « adopte une perspective novatrice en s’intéressant plutôt au processus et aux stratégies d’adaptation des familles ouvrières appréhendées du double point de vue de leur insertion à l’économie industrielle et du déroulement de leur cycle de vie familiale », Lacourse affirme que l’historienne a, par le fait même, relevé de manière convaincante les différents liens entre le capitalisme industriel et la vie quotidienne des familles ouvrières de Montréal. Par ailleurs, l’historienne Mary Blewett (en), louant la précision de l’analyse quantitative menée par Bradbury, affirme non seulement que l’étude de cette dernière constitue un chapitre important de l’historiographie sociale québécoise, mais aussi que, par la méticulosité du travail effectué, elle apporte de nouveaux enjeux d’ordre méthodologique destinés à rafraîchir et renouveler les paradigmes actuels [pour 1994]. Ensuite, d’un ton plus mitigé, l’historien Pierre Guillaume relève les précisions importantes que Bradbury apporte à l’historiographie sociale, accordant une attention particulière aux chapitres 4, sur l’âge, le genre et le rôle des enfants et 6, sur les femmes sans mari, selon lui particulièrement pertinents. De son côté, l’historienne et enseignante Joanne Burgess note à son tour que l’ouvrage de Bradbury constitue une pièce fondamentale de l’histoire sociale du Québec. S’alignant avec les propos de Mary Blewett à propos de l’évolution des paradigmes de l’historiographie sociale, elle affirme que « Bradbury contribue à la connaissance de la classe ouvrière québécoise en formation, et à la construction d’une histoire ouvrière moins misérabiliste et moins centrée sur le syndicalisme ». Pour finir, la professeure Dominique Marshall relève la qualité du corpus de sources et de son utilisation ainsi que les nombreuses contributions de Bradbury, autant au niveau de la méthodologie que des connaissances générales. Dans un article critique paru plus tard, en 1999, sur l’histoire des femmes et du travail, Shani D’Cruze relève une énième fois la qualité et l’acuité du propos de Bradbury affirmant que l’ouvrage de cette dernière se démarque par ces qualités et note au passage que l’approche genrée de cette dernière, combinée à la précision des sources, contribue à défaire le mythe de l’invisibilité de la femme dans l’histoire urbaine. En somme, l’ouvrage de Bettina Bradbury suscite dans les milieux universitaire et journalistique – notamment la revue Le Travail - une réaction d’emblée positive, surtout en ce qui a trait aux aspects d’ordre méthodologique. Par la précision de son analyse quantitative, l’ampleur de son corpus de sources et sa méthode novatrice, Bettina Bradbury livre une étude rafraîchissante, fondamentale à l’histoire sociale au Québec. Nous noterons au passage que, plus de vingt ans plus tard, Familles ouvrières à Montréal. Âge, genre et survie quotidienne pendant la phase d'industrialisation est toujours considéré comme un ouvrage primordial et fait encore l’objet de discussions, débats, louanges et hommages.
Toutefois, Familles ouvrières à Montréal: Âge, genre et survie quotidienne pendant la phase d'industrialisation suscite aussi son lot de critiques et de réserves. Par exemple, Mary Blewett note que l’objet d’étude de Bradbury, laisse parfois place à la spéculation, notamment en ce qui a trait à la sémantique et aux subtilités des relations conjugales. De plus, si la démarche méthodologique a suscité un grand nombre d’éloges, certains aspects de cette dernière sont plutôt critiqués. Par exemple, Joanne Burgess relève la fragilité des conclusions de Bradbury par rapport aux différences sociales entre les strates ethniques et religieuses ainsi que par rapport aux  modèles matrimoniaux, à propos desquels elle propose une herméneutique des chiffres plutôt douteuse. Par ailleurs, Burgess note d’une part le manque de prudence et d’approfondissement dont fait parfois preuve Bradbury, notamment dans son analyse sur la fécondité, et d’autre part la faiblesse de certains échantillons et des méthodes de répertoriage des strates d’âge. Dominique Marshall renchérit en relevant certaines lacunes. Par exemple, Bradbury « aurait pu prendre davantage en compte le phénomène de la transmission des valeurs et des pratiques entre générations, pour souligner la part de savoirs familiaux dans les bagages respectifs d’adultes aux conditions socio-économiques semblables ». La traduction française suscite chez Pierre Guillaume un lot considérable de réserves. L’accusant d’abord de présenter de lourdes lacunes de présentation de sources, il critique assez fortement le style d’écriture, relevant certaines erreurs de style, ainsi que le manque de clarté et l’imprécision de certains titres de tableaux.